# Agalmatium
Agalmatium (лат.) — род цикадовых из семейства Иссиды (Issidae). Насчитывают 6 видов, распространённых в Средиземноморье — от Португалии, Марокко и Туниса до Израиля, Крыма и Кавказа. Один вид — Agalmatium bilobum — завезён в Калифорнию (США).

## Строение

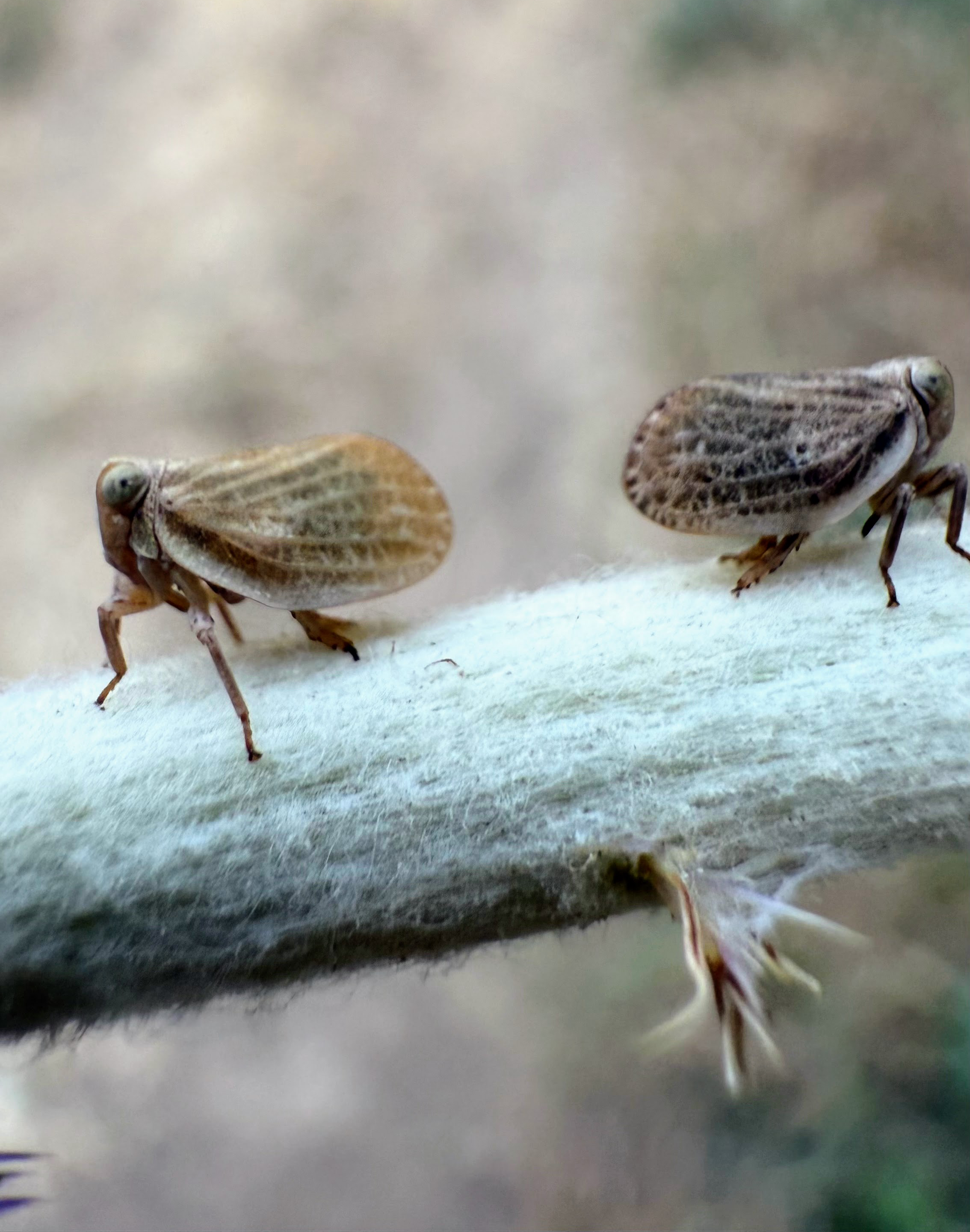

Первый членик задних лапок (метатарсомер) с 2 апикальными шипиками. Метопе (лоб) в верхней части без горизонтальных поперечных килей. Форма тела компактная, голова короткая и широкая. Крылья развиты, надкрылья плотные, короткие. Ноги короткие и крепкие.

## Кормовые растения
Среди растений-хозяев, на которых они развиваются, отмечены:
- Avena sativa L. (Poales, Poaceae),
- Cannabis sativa L. (Rosales, Cannabaceae),
- Chenopodium sp. (Caryophyllales, Amaranthaceae),
- Cistus salviifolius L. (Malvales, Cistaceae),
- Cupressus sp. (Cupressales, Cupressaceae),
- Eleagnus sp. (Rosales, Elaeagnaceae),
- Ficus carica L. (Rosales, Moraceae),
- Fraxinus sp. (Lamiales, Oleaceae),
- Medicago sativa L. (Fabales, Fabaceae),
- Olea europaea L. (Lamiales, Oleaceae),
- Pinus sp. (Pinales, Pinaceae),
- Pistacia sp. (Sapindales, Anacardiaceae),
- Platanus sp. (Hamamelidales, Platanaceae),
- Populus sp. (Malpighiales, Salicaceae),
- Prunus amygdalus Batsch, Prunus armeniaca L., Prunus domestica L. (Rosales, Rosaceae),
- Pyrus sp. (Rosales, Rosaceae),
- Quercus sp. (Fagales, Fagaceae),
- Sesamum indicum L. (Lamiales, Pedaliaceae),
- Sinapis sp. (Brassicales, Brassicaceae),
- Spartium junceum L. (Fabales, Fabaceae),
- Tamarix sp. (Caryophyllales, Tamaricaceae),
- Triticum sp. (Poales, Poaceae),
- Verbascum sp. (Lamiales, Scrophulariaceae).